# Rhipidura hyperythra
Rhipidura hyperythra là một loài chim trong họ Rhipiduridae.